# AVV Zeeburgia

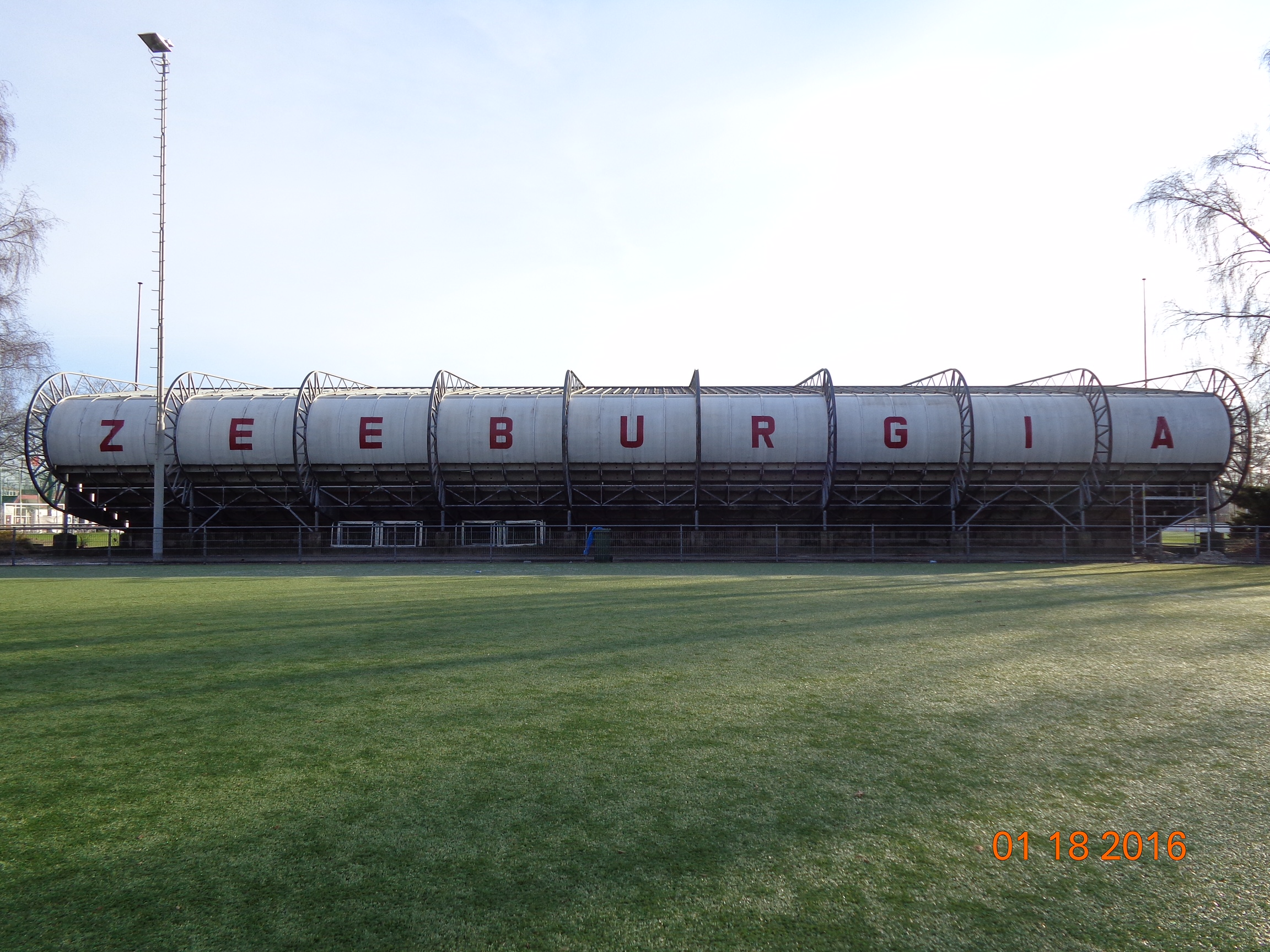
Tribune Zeeburgia

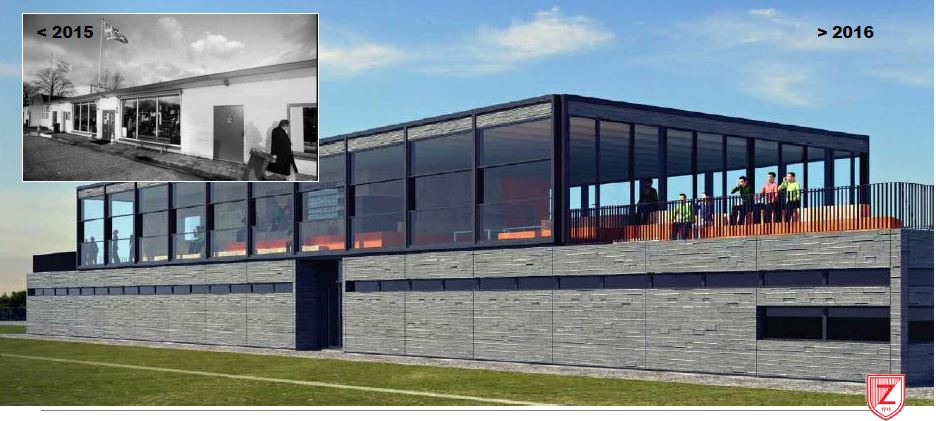
Nieuwbouw Zeeburgia

AVV Zeeburgia (Amsterdamse Voetbalvereniging Zeeburgia) is een amateurvoetbalvereniging uit Watergraafsmeer in Amsterdam.

## Algemeen
De vereniging werd op 28 juni 1919 opgericht. De thuiswedstrijden worden op “Sportpark Middenmeer” gespeeld. Het (enige) vrouwenvoetbalteam speelt in de Vijfde klasse zaterdag.

### Oprichting
Zeeburgia is opgericht door de heren Rijk van Wageningen, Teun Pronk, Jan v.d. Anker en Jan Looyen. De jongens trapten regelmatig een balletje in de Balistraat totdat zij voor de zoveelste keer door een agent tot de orde werden geroepen. De agent maakte de jongens duidelijk dat de straat niet bedoeld was om op te voetballen. De zoektocht naar een alternatief om te voetballen leidde tot het ontstaan van voetbalclub Zeeburg dat in 1920 de naam Zeeburgia aannam. Zo heeft ook deze agent indirect bijgedragen aan het ontstaan van Zeeburgia.

### Jeugdopleiding
Zeeburgia staat bekend om het grote aantal jeugdspelers dat doorstroomt naar het betaald voetbal. De focus bij deze vereniging ligt bij het opleiden van spelers en de jeugdelftallen. De jeugdelftallen van Zeeburgia spelen dan ook in aanmerkelijk hogere divisies dan het eerste elftal.
De belofteploeg behoort tot een select gezelschap van amateurclubs die meespelen in de Onder 21-competitie. Hierin komt het belofte-elftal vooral uit tegen BVO's.

### Samenwerkingsverbanden
Zeeburgia werkt nauw samen met Ajax. Andere profclubs waar Zeeburgia in het verleden mee heeft samengewerkt of jeugdspelers aan heeft geleverd zijn onder meer FC Utrecht, AZ, HFC Haarlem,FC Volendam en SC Heerenveen.

## Sportpark Middenmeer
Zeeburgia is, samen met een aantal andere verenigingen, gevestigd aan op “Sportpark Middenmeer” in Watergraafsmeer en rond de Jaap Edenbaan. Er zijn twee-en twintig voetbalvelden, zes honk-en softbalvelden, negen tennisbanen, twee jeu de boulesbanen, en een lacrosse-veld.
Vanaf de Kruislaan is de tribune van Zeeburgia te zien. Voor deze tribune ligt het hoofd (gras)veld waar het eerste elftal van Zeeburgia de thuiswedstrijden speelt. Naast dit hoofdveld heeft de club nog twee grote en een klein kunstgrasveld.
Het clubgebouw van Zeeburgia bestond uit meerdere delen, waarvan het oudste deel van 1938 dateerde. Door de jaren heen werd het een aantal keer verbouwd en uitgebreid. Deze verbouwingen vonden plaats in 1949, 1959 en 1968. In februari 2016 werd begonnen met de bouw van een nieuw clubhuis dat voor aanvang van seizoen 2016/17 in gebruik kwam.

## Standaardelftallen
Zaterdag
Het standaardelftal in de zaterdagafdeling speelt in het seizoen 2020/21 in de Vierde klasse van het KNVB-district West-I.
Zondag
Het standaardelftal in het zondagvoetbal speelde laatstelijk in het seizoen 2019/20 in de Tweede klasse van West-I.

### Competitieresultaten zaterdag 1970–2019
| 6 4A |

| 11 4B |

| 12 4B |

|  |

|  |

|  |

| 7 5B |

|  |

|  |

| 5 5B |

| 5 5A |

| 8 4D |

| 4 4D |

| 5 4D |

| 11 4D |

|  |

| 6 5B |

| 4 5B |

|  |

| 8 5C |

| 1 5B |

|  |

|  |

|  |

| 6 4D |

| 1 4D |

| 12 3C |

| 9 4E |

| 12 4E |

|  |

| - 4F |

| Derde klasse | Vierde klasse | Vijfde klasse |

### Competitieresultaten zondag 1924–2020
| 1 4A |

| 4 3B |

| 1 3C |

| 4 2A |

| 2 2B |

| 1 2A |

| 2 2B |

| 3 2A |

| 2 2B |

| 1 2A |

| 8 2A |

| 2 2B |

| 5 2A |

| 3 2A |

| 2 2B |

| 8 2B |

| 6 C |

| 7 2A |

| 9 2B |

| 10 2B |

| 7 2B |

|  |

| 2 2B |

| 1 2A |

| 7 |

| 9 |

| 10 |

| 8 2B |

| 3 2B |

| 5 2B |

| 9 2B |

| 8 2A |

| 1 2A |

| 4 1A |

| 12 1A |

| 7 2A |

| 4 2B |

| 9 2B |

| 9 2B |

| 6 2A |

| 4 2A |

| 3 2A |

| 2 2B |

| 8 2B |

| 4 2B |

| 2 2B |

| 6 2B |

| 6 2B |

| 4 2B |

| 2 2A |

| 2 2B |

| 8 1A |

| 9 1A |

| 9 1A |

| 8 1A |

| 6 1A |

| 1 1A |

| 9 A |

| 9 A |

| 9 A |

| 13 A |

| 9 1A |

| 7 1A |

| 12 1A |

| 4 2B |

| 4 2B |

| 8 2B |

| 5 2B |

| 1 2B |

| 11 1A |

| 2 2A |

| 4 1A |

| 11 1A |

| 9 2B |

| 12 3C |

| 2 4F |

| 1 3C |

| 1 3C |

| 6 2A |

| 7 2A |

| 5 2B |

| 8 2B |

| 5 2B |

| 8 2B |

| 10 2A |

| 1 3C |

| 4 2B |

| 6 2B |

| 2 2B |

| 2 1A |

| 14 1A |

| 1 2B |

| 9 1A |

| 8 1A |

| 9 1A |

| 12 1A |

| -- 2B |

| Hoofdklasse | Eerste klasse | Tweede klasse | Derde klasse | Vierde klasse | Noodcompetitie |

In elke staaf van de grafiek staat van boven naar beneden vermeld: 
- Eindnotering

Dit is de positie die de club heeft bereikt in de competitie, zonder eventuele beslissings-, play-off- of nacompetitiewedstrijden die nodig zijn geweest om bijvoorbeeld de kampioen van de competitie te bepalen.
Indien een * achter het getal staat is de notering een tussenstand en kan het zijn dat de notering niet overeenkomt met de uiteindelijke eindstand van de competitie.
Staat er een - dan is het seizoen nog bezig en is er geen definitieve uitslag bekend.
Staat er xx op de positie van de notering, dan heeft de club vroegtijdig de competitie verlaten. Dit kan onder andere komen door terugtrekking van het team, faillissement van de club of door een uitgedeelde straf van de KNVB. In veel gevallen staat elders in het artikel de reden vermeld.
Staat er een ? dan is het resultaat uit het verleden onbekend, en is alleen de competitie of het niveau bekend van dat seizoen.
In de seizoenen 2019/20 en 2020/21 werd wegens de coronacrisis het amateurvoetbal afgebroken. Daardoor kennen deze staven geen eindklassering (middels -- weergegeven).
- Competitieniveau en afdelingsletter of Officiële eindstand Eredivisie
  - Competitieniveau en afdelingsletter

Hierbij geeft het getal het niveau weer, dat ook terug te vinden is in de legenda. De letter is de afdelingsaanduiding en wordt gebruikt wanneer er meer afdelingen zijn op hetzelfde niveau. De afdelingsletter is altijd een hoofdletter en wordt meestal zonder nummer gebruikt.
Voorbeeld: 2F is niveau 2e klasse competitie F.
Het competitieniveau en nummer wordt niet vermeld wanneer er slechts één competitie van dit niveau was.
  - Officiële eindstand Eredivisie (getal staat tussen haakjes vermeld)

Sinds de introductie van play-offwedstrijden voor Europees voetbal na afloop van de reguliere competitie in 2005/06, is de KNVB verplicht een eindstand van de Eredivisie door te geven aan de UEFA aan de hand van deze play-offwedstrijden.
Bij deze eindstand staan clubs die zich hebben gekwalificeerd voor Europees voetbal hoger dan clubs die zich niet wisten te kwalificeren. Indien er geen verschil was tussen de eindnotering en de officiële eindstand, staat dit getal niet vermeld.

- Onderafdeling

Hier staat afgekort de naam van de onderafdeling indien de club in dat jaar in een onderafdeling uitkwam. Tevens staat deze afkorting in de legenda en wordt gelinkt naar het artikel over deze onderafdeling. Deze afkorting wordt alleen vermeld wanneer de club in het verleden in verschillende onderafdelingen heeft gespeeld. Deze vermelding is in de staaf altijd in kleine letters. Deze onderafdelingen zijn na het seizoen 1995/96 afgeschaft. Heeft de club in slechts één onderafdeling gespeeld, dan is dit alleen terug te vinden in de legenda.
Onder de staaf staat het jaartal vermeld waarin het seizoen is afgesloten. 15 verwijst naar het seizoen 2014/15 of eventueel het seizoen 1914/15.
Wanneer een staaf leeg is, zijn deze gegevens niet bekend. Het kan ook zijn dat de club dat seizoen niet heeft meegespeeld op het hogere amateurniveau, vroegtijdig de competitie heeft verlaten of uit de competitie is gezet.

In het seizoen 1944/45 was er wegens de Tweede Wereldoorlog geen regulier competitievoetbal.

## Bekende (oud-jeugd)spelers
Onderstaand een overzicht van bekende oud-jeugdspelers die prof zijn geworden.
- Randy Ababio
- Liban Abdulahi
- Hicham Acheffay
- Erol Erdal Alkan
- Nabil Amarzagouio
- Jamal Amofa
- Jarchinio Antonia
- Mitch Apau
- Menno van Appelen
- Oussama Assaidi
- Amourricho van Axel Dongen
- Justin Bakker
- Radinio Balker
- Adnan Barakat
- Bilal Bayazıt
- Benaissa Benamar
- Fred Benson
- Anthony Berenstein
- Divaio Bobson
- Jan den Boer
- Ouasim Bouy
- Nicandro Breeveld
- Joshua Brenet
- Lorenzo Burnet
- Donovan Deekman
- Mitchell Donald
- Ryan Donk
- Dabney dos Santos Souza
- Alfons Fosu-Mensah
- Timothy Fosu-Mensah
- Danzell Gravenberch
- Iman Griffith
- Raymond Gyasi
- Ben Haverkort
- Mike Helenklaken
- Dick Hollander
- Barry Hulshoff
- Calvin Jong-A-Pin
- Tarik Kada
- Khalid Karami
- Neraysho Kasanwirjo
- Sander Keller
- Gyrano Kerk
- Robert Klaasen
- Marc Klok
- Oger Klos
- Jeffrey Kooistra
- Gerard van der Lem
- Kevin Luckassen
- Adam Maher
- Ludcinio Marengo
- Kelvin Maynard
- Rick Meissen
- Queensy Menig
- Stanley Menzo
- Damiën Menzo
- Hans Mulder
- Paul Mulders
- Furdjel Narsingh
- Luciano Narsingh
- Paul Nortan
- René Osei Kofi
- Desevio Payne
- Rydell Poepon
- Givairo Read
- Raies Roshanali
- Fabian Serrarens
- Khalid Sinouh
- Denzel Slager
- Shaquill Sno
- Oussama Tannane
- Kenny Tete
- Rafael Uiterloo
- Marko Vejinović
- Nordin Wooter
- Marvin Zeegelaar

Voormalig: AFC "Sport" · Ambon · FC Amsterdam · V.V. Amsterdam · ASSV · VV De Beursbengels · FC Blauw-Wit Amsterdam · Blauw-Wit Osdorp · B.P.C. · CDW · FC Chabab · D.E.C. · VV DIB · D.N.C. · DWV · SC De Eland · Energia · SC Fenerbahçe · ASV De Germaan · KBV · N.E.C. '75 · AFC Neerlandia · Neerlandia/SLTO · New Amsterdam · FC Nieuwendam · SC Nieuwendam · ODOS · Oriënt · P en T · RAP · SCZ '58 · Sparta Amsterdam · Sporting Amsterdam · Sporting Noord · SV Osdorp · Osdorp/Sport · SLTO · Avv SPORT · Türkiyemspor · De Volewijckers · Volharding · SC Voorland · ZRC Herenmarkt